# Стражиця (Добрицька область)
Стра́жиця (болг. Стражица) — село в Добрицькій області Болгарії. Входить до складу общини Балчик.

## Населення
За даними перепису населення 2011 року у селі проживали 382 особи.
Національний склад населення села:
| Національність   | Кількість осіб | Відсоток |
| ---------------- | -------------- | -------- |
| цигани           | 49             | 19,4%    |
| болгари          | 35             | 13,9%    |
| турки            | 17             | 6,7%     |
| інша             | 0              | 0%       |
| не визначились   | 151            | 59,9%    |
| Всього відповіли | 252            |          |

Розподіл населення за віком у 2011 році:
Динаміка населення: